# Robert Johannes
Robert Ernst Johannes (* 19. September 1854 in Dalena; † 21. Januar 1929 in Leipzig-Gohlis) war ein deutscher Verwaltungsbeamter.  Von 1888 bis 1900 war er Landrat des Unterlahnkreises, den er von 1899 bis 1900 auch im Nassauischen Kommunallandtag vertrat. 

## Leben
Johannes war der Sohn des Gutsbesitzers auf Groß Rosenburg und Dalena im Saalekreis Andreas Christoph Heinrich Friedrich Johannes (1822–1884) und dessen Ehefrau Hermine Pauline Friederike geborene Rohde (1841–1906). Er besuchte das Nikolai-Gymnasium in Leipzig und diente nach dem Abitur 1875/1876 als Einjährig-Freiwilliger im 1. Garde-Dragoner-Regiment. Bis 1879 studierte er dann Rechtswissenschaften an den Universitäten Heidelberg, Leipzig und Berlin. 1879 wurde er in seinem alten Regiment Sekondeleutnant der Reserve und wechselte 1884 zur Garde-Landwehr-Kavallerie und nahm im Juni 1889 dort seinen Abschied. Im Zivilleben wurde er am 12. Juli 1879 Gerichtsreferendar beim Amtsgericht Lützen und am 1. August 1881 Regierungsreferendar bei der Regierung in Erfurt. Am 29. November 1884 legte er die Große Staatsprüfung ab und begann als Regierungsassessor bei der Regierung in Merseburg. Johannes, der evangelischer Konfession war, heiratete am 7. September 1886 in Wehlitz Frida Colberg, die Tochter des Kieler Medizinprofessors August Colberg und dessen Ehefrau Meta, geborene Herrfurth. Von August 1887 bis Ende November 1888 war er Hilfsarbeiter im Reichsversicherungsamt. Zum 1. Dezember 1888 wurde er kommissarisch, am 17. Juni 1889 definitiv Landrat des Unterlahnkreises. 1899 bis 1900 war er Vertreter des Unterlahnkreises im Nassauischen Kommunallandtag. Am 25. Juli 1900 wurde er zum Regierungsrat ernannt und zum 3. August 1900 an die Regierung in Erfurt versetzt. 1906 wechselte er zur Regierung in Liegnitz und trat 1916 in den Ruhestand.

## Ehrungen
- Ritterkreuz 1. Klasse des Herzoglich-Anhaltinischen Hausordens Albrecht des Bären
- Fürstlich Waldeckscher Verdienstorden 3. Klasse